# Echis
Echis là một chi rắn độc trong họ Rắn lục, chúng sống chủ yếu ở khu vực khô của châu Phi, Trung Đông, Ấn Độ và Srilanka. Nạn nhân của chúng chiếm tỷ lớn trong các ca tử vong do rắn cắn trên toàn thế giới. Đặc trưng của loài rắn này là khi gặp nguy hiểm chúng sẽ cọ xát các phần cơ thể với nhau tạo ra âm thanh lạo xạo. Nọc độc của chúng có thành phần chủ yếu là chất haemotoxin. Nạn nhân khi trúng phải chất độc này sẽ nhanh chóng tử vong do haemotoxin là chất phá hủy hồng cầu, làm đông máu dẫn đến suy đa tạng gây tử vong.

## Các loài
| Loài              | Tác giả                        | PL. | Tên thông tường            | Phân bố |
| ----------------- | ------------------------------ | --- | -------------------------- | --- |
| E. carinatusT     | (Schneider, 1801)              | 4   | Saw-scaled viper           | Đông nam bán đảo Ả Rập (Oman, Masirah và phía đông Các Tiểu vương quốc Ả Rập Thống nhất), tây nam Iran, Afghanistan, Uzbekistan, Turkmenistan, Tajikistan, Pakistan (bao gồm Urak near Quetta và Astola Island off the Makran Coast), Ấn Độ, Sri Lanka và Bangladesh                                                                                |
| E. coloratus      | Günther, 1878                  | 0   | Palestine saw-scaled viper | Đông nam Ai Cập phía đông sông Nile and as far south as the 24th parallel, Sinai, Israel, Jordan, và bán đảo Ả Rập ở Ả Rập Xê Út, Yemen và Oman |
| E. hughesi        | Cherlin, 1990                  | 0   | Hughes' saw-scaled viper   | Somalia: bắc Migiurtinia, gần với Meledin |
| E. jogeri         | Cherlin, 1990                  | 0   | Joger's saw-scaled viper   | Phía tây và trung Mali |
| E. leucogaster    | Roman, 1972                    | 0   | White-bellied carpet viper | West and northwest Châu Phi: extreme southern Maroc, Western Sahara, Algérie (Ahaggar), the southern region of Mauritanie, Senegal, northern Guinea, central Mali, Burkina Faso, western Niger and northern Nigeria |
| E. megalocephalus | Cherlin, 1990                  | 0   | Cherlin's saw-scaled viper | Red Sea island between Yemen and Eritrea (Dahlak Archipelago) |
| E. ocellatus      | Stemmler, 1970                 | 0   | African saw-scaled viper   | Northwest Africa: Mauritania, Senegal, Mali, Guinea, Ivory Coast, Burkina Faso, Ghana, Togo, Bénin, southern Niger, Nigeria, northern Cameroon and southern Tchad |
| E. pyramidum      | (Geoffroy Saint-Hilaire, 1827) | 2   | Egyptian saw-scaled viper  | Northeastern Africa: northern Egypt and central Sudan, Eritrea, Ethiopia, Somalia and northern Kenya; the southwestern Arabian Peninsula: scattered populations in western Saudi Arabia (south of the 18th parallel), Yemen, South Yemen (Hadhramaut) and Oman (Dhofar); disjunct populations in the northern regions of Libya, Tunisia and Algeria |